# Vòng chung kết Giải bóng đá các khu vực toàn Nhật Bản
Vòng chung kết Giải bóng đá các khu vực toàn Nhật Bản (全国地域サッカーリーグ決勝大会, Zenkoku Chiiki Sakkā Rīgu Kesshō Taikai) là giải đấu play-off để chọn những câu lạc bộ bóng đá Nhật Bản lên thi đấu giải đấu cao nhất dành cho các câu lạc bộ nghiệp dư Japan Football League từ các giải khu vực.

## Lịch sử
Cho tới nhăm 1976, con đường chính để các câu lạc bộ lên Japan Soccer League là Giải bóng đá vô địch toàn Nhật Bản, một giải đấu cúp. Năm 1977, để đánh giá các câu lạc bộ trong môi trường thi đấu league trước khi bước vào mùa bóng mới, Liên đoàn bóng đá Nhật Bản đề ra giải đấu này.
Năm 1984 và 1985 có nhiều câu lạc bộ lên hạng hơn do JSL mở rộng hạng đấu. Năm 1992 các câu lạc bộ bắt đầu được lên JFL cũ hạng hai, từ 1994 đến 1998, là hạng đấu duy nhất. Năm 1999 và 2000 có thêm đội lên hạng do thành lập và mở rộng JFL mới
Yamaha Motors (Júbilo Iwata) là đội duy nhất vô địch vòng chung kết này sau đó vô địch Nhật Bản. Họ cũng là đội duy nhất bảo vệ được chức vô địch, do họ thất bại trong lần đầu lên hạng sau khi thua trong trận playoff. Từ 1980 mọi đội vô địch đều tự động được lên hạng, trừ trường hợp ngoại lệ do đề nghị của đội vô địch năm 1993 (Nippon Denso/FC Kariya) và 2002 (Ain Foods) vì họ thiếu các nguồn lực để cạnh tranh ở cấp quốc gia.

## Tư cách tham dự
Từ 2010, số đội tham dự vòng chung kết là 12, bao gồm:
- Tất cả các đội vô địch giải khu vực (9 câu lạc bộ)
- Câu lạc bộ được đề cử bởi Liên đoàn bóng đá Nhật Bản (Tối đa 1 câu lạc bộ)
- Đội vô địch Giải bóng đá vô địch toàn Nhật Bản (Tối đa 2 câu lạc bộ)
- Các câu lạc bộ khác (các á quân giải khu vực khác, á quân Senior Cup hoặc đội hạng ba,...) (0-3 câu lạc bộ) - tùy thuộc vào việc đội vô địch Senior Cup có là nhà vô địch của giải khu vực không.

## Thể thức từ năm 2010

### Vòng loại
12 câu lạc bộ được chia vào 3 bảng 4 đội, mỗi thành phố tổ chức một bảng. Các câu lạc bộ thi đấu vòng tròn 1 lượt và cùng ở một địa điểm. Đội xếp thứ nhất mỗi bảng và 1 đội nhì bảng có thành tích tốt nhất giành quyền vào vòng Chung kết.

### Vòng Chung kết
4 câu lạc bộ sẽ thi đấu vòng tròn 1 lượt. Hai câu lạc bộ xếp đầu sẽ lên hạng trực tiếp, trong khi đội thứ ba có thể sẽ chơi trận tranh lên xuống hạng với một trong ba đội xếp cuối JFL (tùy theo từng mùa giải).

### Quy tắc vòng tròn
Hệ thống tính điểm 3-1-0 được sử dụng; tuy nhiên nếu hòa, loạt sút luân lưu sẽ được sử dụng và đội thắng sẽ giành thêm một điểm.

## Các đội vô địch
Đội in đậm lên hạng. 
| Năm  | Vô địch                          | Á quân                        | Hạng ba | Lên hạng (tuy không nằm trong Top 3)                                   |
| ---- | -------------------------------- | ----------------------------- | --- | ---------------------------------------------------------------------- |
| 1977 | Yamaha Motors                    | Toshiba Horikawa-cho          | Toho Titanium |                                                                        |
| 1978 | Yamaha Motors                    | Toho Titanium                 | Dainichi Nippon Densen                                                                                              |                                                                        |
| 1979 | Cosmo Oil Yokkaichi              | Kyoto Shiko Club              | Furukawa Electric Chiba                                                                                             |                                                                        |
| 1980 | Nagoya S.C.                      | Furukawa Electric Chiba       | Saitama Teachers |                                                                        |
| 1981 | Saitama Teachers                 | NTT West Japan Kyoto          | Cosmo Oil Yokkaichi                                                                                                 |                                                                        |
| 1982 | Toho Titanium                    | Seino Transportation          | Hyogo Teachers |                                                                        |
| 1983 | Yokohama TriStar                 | Matsushita                    | Teijin Matsuyama |                                                                        |
| 1984 | Seino Transportation             | Kyoto Police Dept.            | TDK S.C. | Osaka Gas                                                              |
| 1985 | Cosmo Oil Yokkaichi              | Kawasaki Steel Mizushima      | Toho Titanium | NTT Kansai                                                             |
| 1986 | NTT Kanto                        | Mazda Auto Hiroshima          | Toyota Machine Works                                                                                                |                                                                        |
| 1987 | Teijin Matsuyama                 | Fujieda City Hall             | Matsushima S.C. |                                                                        |
| 1988 | Mazda Auto Hiroshima             | Kyoto Shiko Club              | Tokyo Gas |                                                                        |
| 1989 | Yomiuri S.C. Juniors             | Otsuka Pharmaceutical         | Seino Transportation                                                                                                |                                                                        |
| 1990 | Tokyo Gas                        | Chuo Bohan                    | Seino Transportation                                                                                                |                                                                        |
| 1991 | Osaka Gas                        | Osaka Taidai Kemari Club      | Seino Transportation                                                                                                |                                                                        |
| 1992 | PJM Futures                      | Toyota Motors Higashifuji     | NEC Yamagata |                                                                        |
| 1993 | Nippon Denso                     | NEC Yamagata                  | Jatco |                                                                        |
| 1994 | Brummell Sendai                  | Fukushima F.C.                | Yokogawa Denki |                                                                        |
| 1995 | Nippon Denso                     | Oita F.C.                     | Yokogawa Denki |                                                                        |
| 1996 | Jatco                            | Prima Ham                     | Mazda S.C. |                                                                        |
| 1997 | Sony Sendai F.C.                 | Albirex Niigata               | Yokogawa Denki |                                                                        |
| 1998 | Yokogawa Denki                   | Hitachi Shimizu               | Ehime F.C. |                                                                        |
| 1999 | Alo's Hokuriku                   | Tochigi S.C.                  | Honda Luminoso Sayama F.C.                                                                                          | F.C. Kyoken                                                            |
| 2000 | Sagawa Express Tokyo S.C.        | YKK AP F.C.                   | NTT Kumamoto | S.C. Tottori Ehime F.C.                                                |
| 2001 | Sagawa Express Osaka S.C.        | Professor Miyazaki            | Nangoku Kochi F.C.                                                                                                  |                                                                        |
| 2002 | Ain Foods                        | Sagawa Printing S.C.          | Shizuoka F.C. |                                                                        |
| 2003 | Thespa Kusatsu                   | Gunma F.C. Horikoshi          | Shizuoka F.C. |                                                                        |
| 2004 | Mitsubishi Motors Mizushima F.C. | Ryutsu Keizai University F.C. | Honda Lock S.C. |                                                                        |
| 2005 | F.C. Ryukyu                      | JEF United Ichihara Chiba B   | Rosso Kumamoto |                                                                        |
| 2006 | TDK S.C.                         | F.C. Gifu                     | Fagiano Okayama F.C.                                                                                                |                                                                        |
| 2007 | Fagiano Okayama                  | New Wave Kitakyushu           | F.C. Mi-O Biwako Kusatsu                                                                                            |                                                                        |
| 2008 | Machida Zelvia                   | V-Varen Nagasaki              | Honda FC |                                                                        |
| 2009 | Matsumoto Yamaga                 | Hitachi Tochigi Uva           | Zweigen Kanazawa |                                                                        |
| 2010 | Kamatamare Sanuki                | Nagano Parceiro               | Sanyo Electric Sumoto                                                                                               |                                                                        |
| 2011 | YSCC Yokohama                    | Fujieda MYFC                  | Hoyo AC Elan Oita                                                                                                   |                                                                        |
| 2012 | SC Sagamihara                    | Fukushima United              | Norbritz Hokkaido                                                                                                   |                                                                        |
| 2013 | Grulla Morioka                   | Fagiano Okayama Next          | FC Kagoshima (Sáp nhập với đội xếp thứ 4 VCK Volca Kagoshima đẻ tạo nên Kagoshima United FC và đội 1 được lên hạng) | Vanraure Hachinohe Azul Claro Numazu Renofa Yamaguchi Maruyasu Okazaki |
| 2014 | Nara Club                        | FC Osaka                      | Club Dragons |                                                                        |
| 2015 | ReinMeer Aomori                  | Briobecca Urayasu             | Saurcos Fukui |                                                                        |
| 2016 | FC Imabari                       | Veertien Mie                  | Suzuka Unlimited |                                                                        |
| 2017 | Cobaltore Onagawa                | Tegevajaro Miyazaki           | Vonds Ichihara |                                                                        |
| 2018 | Matsue City                      | Suzuka Unlimited              | FC Kariya |                                                                        |
| 2019 | Iwaki FC                         | Kochi United SC               | Ococias Kyoto AC |                                                                        |

### Vô địch theo khu vực
Những câu lạc bộ in đậm đang thi đấu tịa J. League (mọi hạng) mùa 2015. Các câu lạc bộ in nghiêng đã giải thể. Dấu thập (†) chỉ câu lạc bộ chuyển địa điểm sau khi vô địch.
| Khu vực     | Số danh hiệu | Các câu lạc bộ |
| ----------- | ------------ | --- |
| Kantō       | 12           | Saitama S.C., Toho Titanium S.C., Yokohama Flügels, Omiya Ardija, Yomiuri S.C. Juniors, F.C. Tokyo, Yokogawa Musashino, Sagawa Express Tokyo, Thespa Kusatsu, Machida Zelvia, YSCC Yokohama, SC Sagamihara |
| Tōkai       | 10           | Júbilo Iwata (2), Cosmo Oil Yokkaichi (2), Nagoya S.C., Vận tải Seino, Tosu Futures †, FC Kariya (2), Jatco FC                                                                                             |
| Tōhoku      | 5            | Vegalta Sendai, Sony Sendai, Blaublitz Akita, Grulla Morioka, ReinMeer Aomori |
| Kansai      | 4            | Osaka Gas, Sagawa Express Osaka, Ain Foods, Nara Club |
| Chūgoku     | 3            | Mazda Auto Hiroshima, Mitsubishi Motors Mizushima, Fagiano Okayama |
| Koshin'etsu | 2            | ALO's Hokuriku, Matsumoto Yamaga |
| Shikoku     | 2            | Teijin SC, Kamatamare Sanuki |
| Kyūshū      | 1            | FC Ryukyu |
| Hokkaidō    | –            | |